# 鄭英国
鄭 英国（チョン・ヨングク、朝鮮語: 정영국）は、朝鮮民主主義人民共和国の政治家。朝鮮労働党中央委員会委員、最高人民会議代議員。最高人民会議常任委員会書記長などを歴任した。

## 経歴
出生地や生年月日は不明。2018年4月11日に開催された最高人民会議第13期第6回会議で最高人民会議常任委員会書記長に補選され、4月20日に開催された朝鮮労働党中央委員会第7期第3回総会で党中央委員会委員に補選された。2019年1月には同年3月10日に実施される最高人民会議第14期代議員選挙の中央選挙委員会書記長に任命され、4月11日に開催された最高人民会議第14期第1回会議で最高人民会議常任委員会書記長に再任された。6月には7月21日に実施される地方の人民会議代議員選挙の中央選挙指導委員会書記長に任命された。2020年4月12日に開催された最高人民会議第14期第3回会議で最高人民会議常任委員会書記長を解任された。

## 参考サイト
- 북한정보포털

| 先代洪仙玉 | 最高人民会議常任委員会書記長2018年 - 2020年 | 次代高吉先 |